# FinFET

Un transistor FinFET à double grille

Un transistor à effet de champ à ailettes (en anglais fin field-effect transistor ou FinFET) est un dispositif multi-grilles (en), un transistor à effet de champ MOSFET (FET à structure métal/oxyde/semi-conducteur) construit sur un substrat où la grille est placée sur deux, trois ou quatre côtés du canal, formant un structure à double grille. On a donné le nom générique « FinFET » à ces dispositifs car la région source/drain forme des ailettes (en anglais fins) sur la surface du silicium. Les transistors FinFET ont des temps de commutation significativement plus rapides et des densités de courant plus élevées que ceux de technologie CMOS (complementary metal-oxide-semiconductor) planaire.
Le FinFET est un type de transistor non planaire, ou « transistor 3D ». Il est à la base de la fabrication des dispositifs à semi-conducteurs modernes nanoélectroniques. Les puces utilisant des transistors FinFET ont été commercialisées dans la première moitié des années 2010, et sont devenues le type de conception de grille le plus répandu pour les procédés de fabrication à 14 nm, 10 nm et 7 nm.
Un unique transistor FinFET peut posséder plusieurs ailettes, disposées côte-à-côte et toutes couvertes par la même grille, qui agit électriquement comme une seule, pour augmenter la densité de courant et la performance.